# Internationella astronomiska unionen

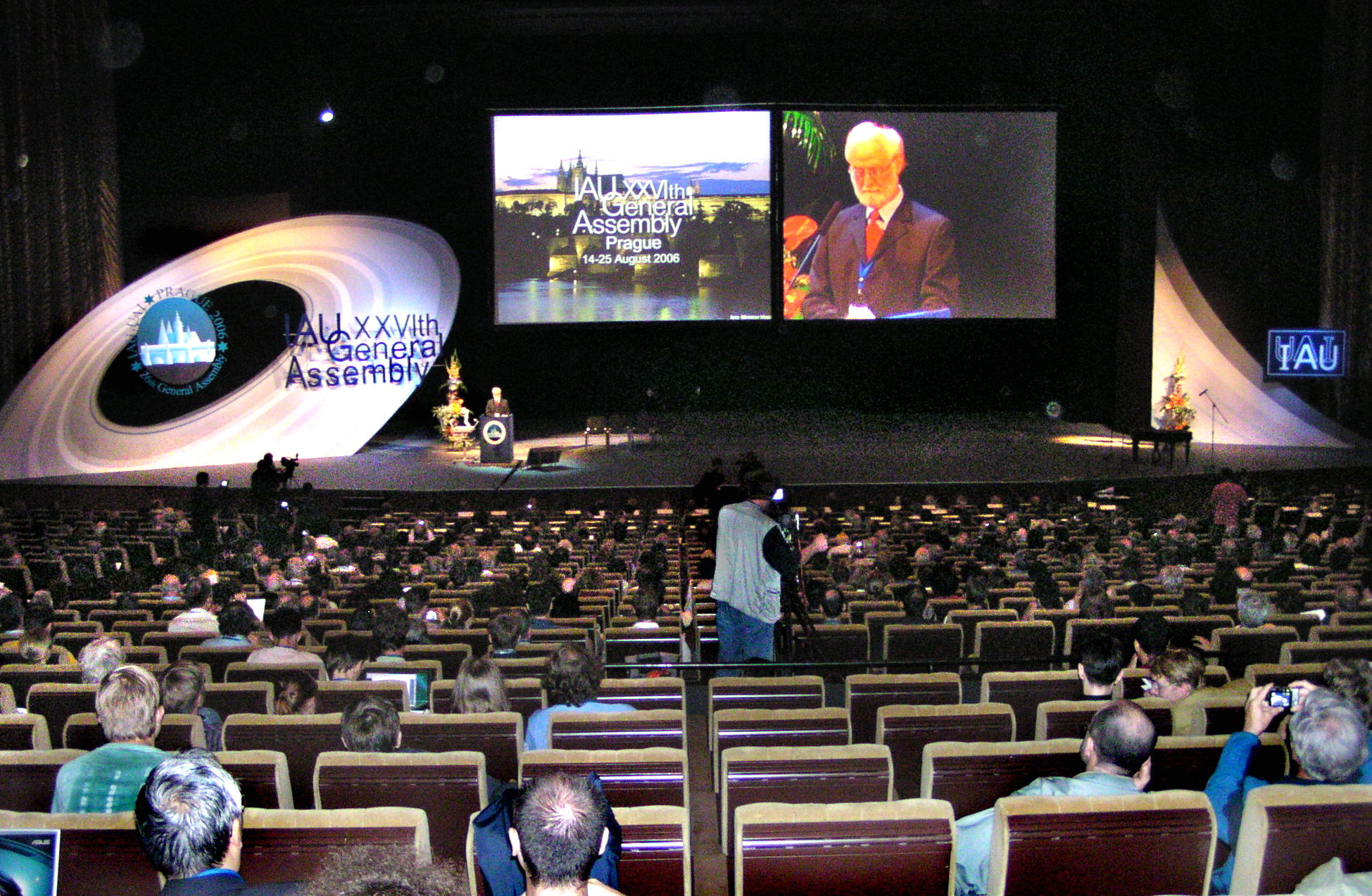
Möte 2006

Internationella astronomiska unionen (IAU), som grundades 1919, är en sammanslutning av de olika nationella astronomiska sällskapen från hela världen. På svenska kallas den också Internationella astronomföreningen.
IAU namnger officiellt stjärnor, planeter, asteroider, andra himlakroppar samt till exempel icke-terrestriska berg och kratrar.
IAU har f.n. över 13700 enskilda medlemmar, d.v.s. främst professionella astronomer med doktorsgrad, och 82 medlemsländer. 82 procent av medlemmarna är män, 18 procent är kvinnor. Föreningens ordförande från och med 2019 är astronomen Debra Elmegreen som efterträder Ewine van Dishoeck. Sverige representeras av den Svenska nationalkommittén för astronomi. 
IAF:s XXVI:e generalförsamling hölls i augusti 2006 i Prag, Tjeckien. Där fattades beslutet om att omdefiniera termen planet, vilket har fått som följd att Pluto numera är en dvärgplanet.
Under den XXVIII:e generalförsamlingen definierades längdmåttet astronomisk enhet om från föregående definition till exakt 149 597 870 700 meter.